# Monocystis amaroecii
Monocystis amaroecii is een soort in de taxonomische indeling van de Myzozoa, een stam van microscopische parasitaire dieren. Het organisme komt uit het geslacht Monocystis en behoort tot de familie Monocystidae. Monocystis amaroecii werd in 1873 ontdekt door Giard.